# گئورگ هاروتیونیان
گئورگ کارلنی هاروتیونیان (ارمنی: Գևորգ Հարությունյան روسی: Геворг Карленович Арутюнян؛ زادهٔ ۲۱ فوریهٔ ۱۹۹۷) بازیکن فوتبال ارمنی‌تبار اهل روسیه است.

## باشگاهی
از باشگاه‌هایی که در آن بازی کرده‌است می‌توان به باشگاه فوتبال روبین کازان و باشگاه فوتبال پیونیک اشاره کرد.

## تیم ملی
وی همچنین در تیم ملی فوتبال زیر ۱۸ سال روسیه بازی کرده‌است.